# 速度离散
在天文学中，速度离散（“σ”）是一群天体（如疏散星团、球状星团、星系、星系团或超星系团）速度的离散程度。使用天体光谱学测量天体成员的视向速度可以测量出天体的速度离散，再由维里定理得到天体的质量。通过测量天体谱线的多普勒致宽效应得到视线速度。天体的视向速度测量得越多，其离散程度就越精确。中心速度离散指的是分散的天体（如星系或星系团）内部区域σ的离散程度。
在天文学中，天体的速度离散和物质（或由物质喷射的电磁辐射）之间的关系能以数种形式表达。例如，M-σ关系用于围绕黑洞的物质质量计算，法贝尔-杰克逊关系用于椭圆星系。银河系超大质量黑洞的σ值约为75km/h。仙女座星系（M31）的超大质量黑洞比银河系超大质量黑洞大10倍，它的σ值约为160km/s。
星系群核星系团的速度离散范围比小天体更宽。例如，我们所处的“贫”星系群——本星系群的σ值为61±8km/s。但“富”星系群，如后发座星系团，其σ值约为1000km/s。特别地，后发座星系群的矮椭圆星系有它们自己内部恒星的离散速度，σ值约为80km/s。相比之下，普通的椭圆星系的σ值约为200km/s。
对于漩涡星系来说，第一星族恒星的速度离散增长是一种渐进过程，多半是由随机的动量改变导致的，这种动量改变被认为是独立恒星与质量大于或约等于105 M☉的星际尘和星际云间的动态摩擦产生的。正面漩涡星系的中心速度离散值大于或约等于90km/s，若是侧向的漩涡星系，会稍微更大一点。